# Phil Barlow
Philip Douglas Barlow (sinh ngày 19 tháng 12 năm 1946) là một cựu cầu thủ bóng đá người Anh thi đấu ở vị trí hậu vệ.

## Sự nghiệp
Sinh ra ở Shipley, Barlow thi đấu cho Guiseley, Bradford City và Lincoln City. Đối với Bradford City, ông có 16 lần ra sân ở Football League. Đối với Lincoln City, ông có 5 lần ra sân tại Football League; ông cũng thi đấu 1 trận tại giải Cúp.